# باربارا هاس
باربارا هاس (انگلیسی: Barbara Haas؛ زاده ۱۹ مارس ۱۹۹۶) یک تنیس‌باز اهل اتریش است.